# 小思
盧瑋鑾（英語：Lo Wai-luen，1939年—），筆名小思、明川，於香港出生，是香港當代著名的散文作家、教育家。

## 背景
小思畢業於敦梅學校（1953年小六）、金文泰中學（於1960年中文中學會考中考獲歷史科「優」等和中文科「良」等成績）及香港中文大學新亞書院中文系（1964年畢業，在校時獲得政府獎學金），師从唐君毅等新儒學大師，并獲香港大學中文系哲學碩士銜。1973年於京都大學人文科學研究所擔任研究員。曾為中、小學教師，1979年起任教香港中文大學中文系，曾任香港中文大學香港文學研究中心主任，已於2002年退休。

## 學術貢獻
小思活躍於香港文化活動，是六七十年代《中國學生周報》的作者之一，著作以散文為主，亦有不少學術論著。曾在香港《星島日報‧星辰》、《明報》副刊等撰寫專欄，2014年10月11日封筆。歷任多屆公開徵文比賽評判，如青年文學獎、香港中文文學雙年獎等。
小思多年來研究和整理香港文學及文化史料，曾捐贈超過20,000項個人藏品（包括剪報、期刊、書籍、小冊子及論文等資料）予香港中文大學圖書館，協助成立香港中文大學香港文學研究中心「香港文學特藏」及「香港文學資料庫」，現任中心顧問。小思並開展香港文學口述歷史。
為表揚小思對香港文學教育的貢獻，香港教育學院於2003年授以第二屆「傑出教育家獎」。2010年，小思獲香港藝術發展局頒發「2009香港藝術發展獎」之「傑出藝術貢獻獎」。2016年4月21日，獲「2015香港藝術發展獎」之「終身成就獎」。

## 部分編著
- 明川：《豐子愷漫畫選繹》，香港：純一出版社，1976年
- 小思：《日影行》，香港：山邊社，1982年
- 小思：《承教小記》，香港：明川出版社，1983年
- 小思：《不遷》，香港：華漢文化，1985年
- 小思：《今夜星光燦爛》，台北：漢藝色硏，1990年
- 小思：《彤雲箋》，香港：華漢文化，1990年
- 小思：《人間清月》，香港：獲益，1993年
- 盧瑋鑾（編）：《不老的繆思：中國現當代散文理論》，香港：天地，1993年
- 小思：《路上談》，香港：山邊社，1997年
- 小思：《香港家書》，香港：牛津出版社，2002年
- 小思：《香港故事》，香港：牛津出版社，2002年
- 小思：《夜讀閃念》，香港：牛津出版社，2002年
- 小思：《一生承教》，香港：三聯書店，2007年
- 小思：《縴夫的腳步》，香港：中華書局，2014年
- 小思：《小意思》，香港：啟思出版社，2014年7月
- 小思：《思香．世代》，香港：啟思出版社，2014年7月
- 小思：《我思故鄉在》，香港：啟思出版社，2014年7月
- 盧瑋鑾、熊志琴：《香港文化眾聲道（第一冊）》，香港：三聯書店，2014年7月
- 盧瑋鑾、熊志琴：《香港文化眾聲道（第二冊）》，香港：三聯書店，2017年1月
- 小思：《一瓦之緣》，香港：商務印書館，2016年1月

### 香港文學鈎沉相關
- 盧瑋鑾／編：《香港的憂鬱——文人筆下的香港（一九二五至一九四一年）》，245頁，香港：華風書局，1983年，ISBN 9622270417
- 盧瑋鑾／著：《香港文縱——內地作家南來及其文化活動》，211頁，香港：華漢文化，1987年，ISBN 9622880452
- 盧瑋鑾（小思）／編著：《香港文學散步》，香港：商務印書館，1991年（初版，177頁，ISBN 9620741501）；2004年（新訂版，173頁，ISBN 9620744160）；2007年（增訂版，204頁，ISBN 9620744306）；2019年（第三次修訂本，365頁，ISBN 9789620745676）
- 小思／編：《舊路行人——中國學生周報文輯》，279頁，香港：次文化堂，1997年，ISBN 9627420409
- 鄭樹森、黃繼持、盧瑋鑾／編：《早期香港新文學資料選（一九二七至一九四一年）》，264頁，香港：天地圖書，1998年，ISBN 962950605X
- 鄭樹森、黃繼持、盧瑋鑾／編：《早期香港新文學作品選（一九二七至一九四一年）》，332頁，香港：天地圖書，1998年，ISBN 9629506041
- 鄭樹森、黃繼持、盧瑋鑾／編：《國共內戰時期香港文學資料選（一九四五至一九四九年）》，433頁，香港：天地圖書，1999年，ISBN 9629506378
- 鄭樹森、黃繼持、盧瑋鑾／編：《國共內戰時期香港本地與南來文人作品選（一九四五至一九四九年）》（上下冊），共741頁，香港：天地圖書，1999年，上冊 ISBN 9629506866 下冊 ISBN 9629506874
- 鄭樹森、黃繼持、盧瑋鑾／編：《香港新文學年表（一九五零至一九六九年）》，310頁，香港：天地圖書，2000年，ISBN 962993048X
- 黃繼持、盧瑋鑾、鄭樹森／編：《香港散文選（一九四八至一九六九年）》，244頁，香港：香港中文大學人文學科研究所香港文化研究計劃，1998年，ISBN 962813308X
- 黃繼持、盧瑋鑾、鄭樹森／編：《香港小說選（一九四八至一九六九年）》，327頁，香港：香港中文大學人文學科研究所香港文化研究計劃，1998年，ISBN 9628133047
- 黃繼持、盧瑋鑾、鄭樹森／編：《香港新詩選（一九四八至一九六九年）》，148頁，香港：香港中文大學人文學科研究所香港文化研究計劃，1998年，ISBN 9628133071
- 黃繼持、盧瑋鑾、鄭樹森／著：《追跡香港文學》，200頁，香港：牛津大學出版社，1998年，ISBN 0195900693
- 盧瑋鑾、鄭樹森／主編，熊志琴／編校：《淪陷時期香港文學作品選——葉靈鳳、戴望舒合集》，612頁，香港：天地圖書，2013年，ISBN 9789882198937
- 盧瑋鑾、鄭樹森／主編，熊志琴／編校：《淪陷時期香港文學資料選（一九四一至一九四五年）》，352頁，香港：天地圖書：2017年，ISBN 9789888257768
- 盧瑋鑾／主編，熊志琴／編，《異鄉猛步——司明專欄選》，416頁，香港：天地圖書，2011年，ISBN 9789882193963
- 盧瑋鑾／主編，樊善標、葉嘉詠／編：《陌生天堂——五十年代都市故事選》，380頁，香港：天地圖書，2011年，ISBN 9789882193970
- 盧瑋鑾／主編，熊志琴／編：《經紀眼界——經紀拉系列選》，336頁，香港：天地圖書，2011年，ISBN 9789882193956
- 盧瑋鑾／主編，張詠梅／編：《醒世懵言——懵人日記選》，348頁，香港：天地圖書，2011年，ISBN 9789882193949
- 盧瑋鑾／主編，樊善標／編：《犀利女筆——十三妹專欄選》，408頁，香港：天地圖書，2011年，ISBN 9789882193932
- 盧瑋鑾／策劃、箋，張詠梅／注釋：《葉靈鳳日記》（全三冊），香港：三聯書店，2020年，ISBN 9789620433115

### 選集
- 小思／著，黃念欣／編選：《翠拂行人首——小思集》，339頁，香港：中華書局，2013年，ISBN 9789888148837
- 小思／著，馮珍今、鮑國鴻／編：《指空敲石看飛雲——小思散文集》，151頁，香港：匯智，2019年，ISBN 9789887898887
- 盧瑋鑾／著，許迪鏘／編：《盧瑋鑾文編年選輯》（三卷），共1144頁，香港：三聯書店，2019年，卷一 ISBN 9789620444685 卷二 ISBN 9789620444876 卷三 ISBN 9789620445200

## 相關著作
- 香港中文大學香港文學研究中心：《曲水回眸——小思訪談錄》（上下兩冊），香港：牛津大學出版社，2018年

## 外部連結
- “自強不息 - 小思榮膺傑出教育家”香港教育城訪問
- 盧瑋鑾教授所藏─香港文學檔案 （页面存档备份，存于）
- 小思【人間清月】（線上閱讀）